# Giulio della Rovere
Júlio Della Rovere, em italiano Giulio della Rovere ou Giulio Feltrio della Rovere (5 de abril de 1533 – 3 de setembro de 1578) foi um cardeal católico italiano da família della Rovere e duque de Sora.

## Vida
Della Rovere era o segundo filho de Francisco Maria I Della Rovere e Leonor Gonzaga  e o irmão mais novo de Guidobaldo II Della Rovere, Duque de Urbino.
Em 1538, quando seu pai faleceu, Júlio herdou o Ducado de Sora, do qual se mateve como soberano até 1578, ano em que foi nomeado arcebispo de Ravena e de Urbino. No trono ducal, sucedeu-lhe seu sobrinho Francisco Maria II Della Rovere que já era Duque de Urbino.
Ainda jovem, Della Rovere foi nomeado para o cargo de cardeal sendo oficialmente entronizado em 1548 com apenas 13 anos de idade. No entanto, mais tarde teve dois filhos ilegítimos: Hipólito (Ippolito) e Juliano (Giuliano). Ambos foram posteriormente legitimados, assim como seus filhos, pelo Papa Pio V em 1572 e Hipólito foi feito marquês de San Lorenzo in Campo.